# Burford
Burford är en ort och civil parish i grevskapet Oxfordshire i England. Orten ligger i distriktet West Oxfordshire i området Cotswolds, vid floden Windrush. Den är belägen cirka 27 kilometer nordväst om Oxford och cirka 32 kilometer sydost om Cheltenham. Tätorten (built-up area) hade 1 184 invånare vid folkräkningen år 2011. Burford nämndes i Domedagsboken (Domesday Book) år 1086, och kallades då Bureford.